# جسر صدار
جسر صدار (به لاتین: Jessore Sadar) یک منطقهٔ مسکونی در بنگلادش است که در ناحیه جسور واقع شده‌است. جسر صدار ۴۳۵٫۲۲ کیلومتر مربع مساحت و ۷۴۲٬۸۹۸ نفر جمعیت دارد.